# E.E. Cummings

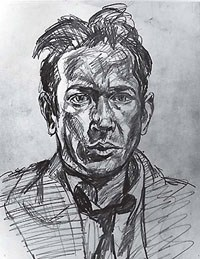
Zelfportret van E.E. Cummings uit 1920

Edward Estlin Cummings (Cambridge, Massachusetts, 14 oktober 1894 – North Conway (New Hampshire), 3 september 1962), vaak gestileerd als e e cummings, was een Amerikaans dichter, schrijver en kunstschilder. Hij was een van de meest radicale experimentele en inventieve schrijvers van de 20e eeuw. Zijn stijl wordt gekenmerkt door typografisch non-conformisme, het gebruik van jazzritmes, jargon en andere elementen uit de populaire cultuur.
Cummings studeerde af aan Harvard en ging tijdens de Eerste Wereldoorlog als vrijwilliger naar Frankrijk. In 1917 werd hij vanwege zijn als gevaarlijk beschouwde omgang met Franse soldaten gedurende meer dan drie maanden in een Frans gevangenenkamp geïnterneerd. De roman The Enormous Room (1922) is een sarcastische neerslag hiervan. Na de oorlog bleef hij in Parijs, maar hij keerde later terug naar de VS.
Al vanaf jonge leeftijd hield hij zich bezig met het schrijven van gedichten. Zijn eerste gepubliceerde collectie gedichten kwam van zijn manuscript uit 1922 met de titel Tulips & Chimneys (Tulpen & Schoorstenen). In zijn gedichten verwerpt hij formele dichtvormen zoals stanza's en het gebruik van metrum. Zijn stijl wordt verder gekenmerkt door typografische innovaties, zoals afwijkend hoofdlettergebruik (echter niet een volledig ontbreken van hoofdletters) en interpunctie, en door woorden of delen van woorden die weloverwogen over de pagina verspreid staan. Zijn gedichten komen hierdoor op het eerste gezicht vaak onsamenhangend over, totdat ze hardop gelezen worden. Naast gedichten heeft Cummings ook kinderboeken en korte verhalen geschreven. Daarnaast was hij een verdienstelijk kunstschilder.
Naast de snel in het oog springende typografische innovaties zijn de levensvreugde, de humor en soms het sarcasme die uit de gedichten spreken kenmerkend voor zijn werk.
Zijn naam wordt, in navolging van zijn gedichten waarin hij met typografie experimenteerde, vaak zonder hoofdletters geschreven, e e cummings. Volgens Norman Friedman in Journal of the E. E. Cummings Society (1992) zou zijn naam echter gewoon gespeld moeten worden – als E. E. Cummings dus. De schrijfwijze van zijn naam met kleine letters was een typografisch concept van een uitgever voor de omslag van een van zijn bundels, maar werd nooit gebruikt door Cummings zelf.
Vertalingen in het Nederlands verschenen links en rechts in literaire tijdschriften en in 1982 maakte vertaler Peter Verstegen de bloemlezing Het driehoekig waarom.

## Bibliografie (Engels)

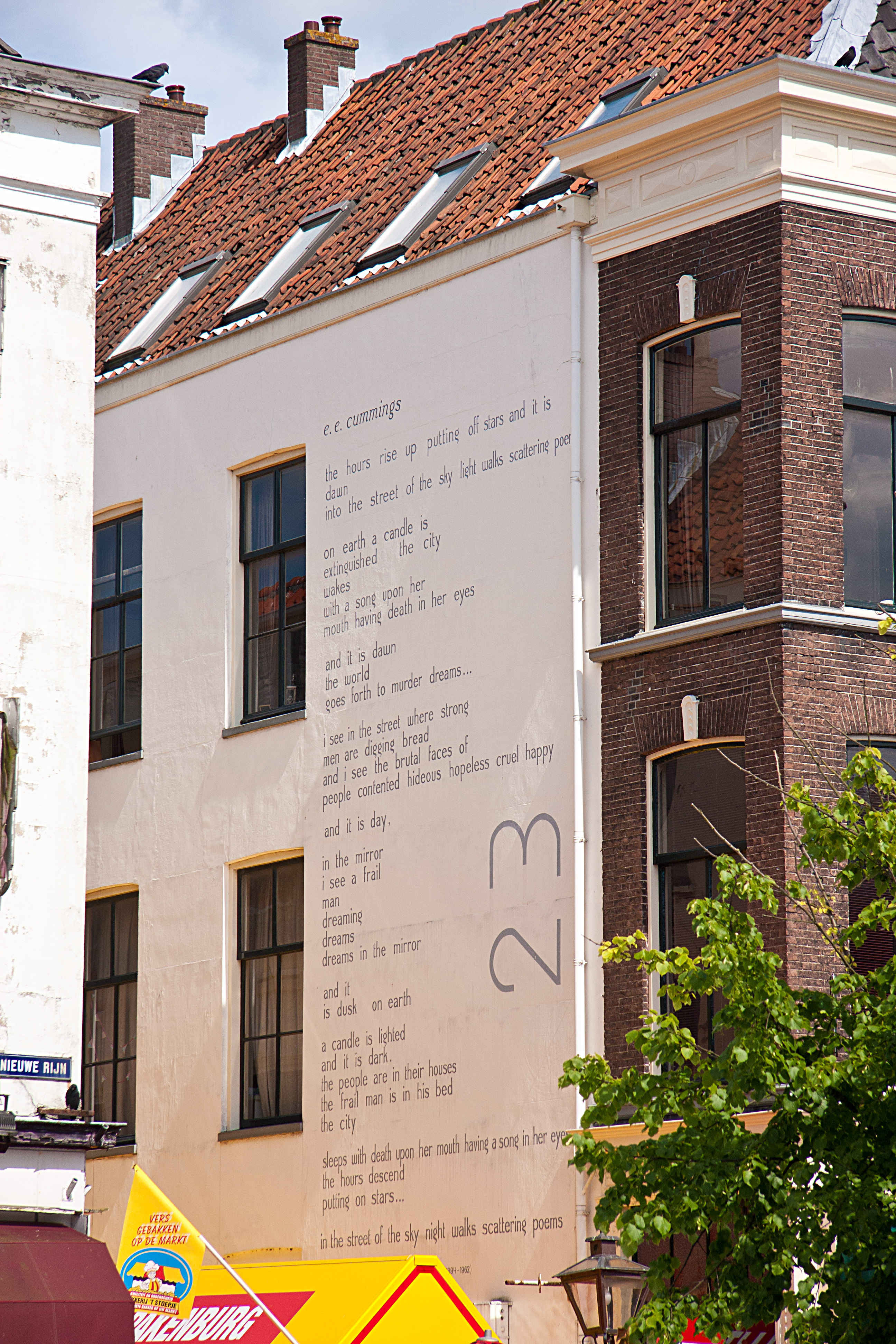
Gedicht van Cummings op een muur in Leiden